# باتي آن وليامز
باتي آن وليامز (بالإنجليزية: Patty Ann Williams)‏ هي فنانة أمريكية، ولدت في 1898، وتوفيت في 1972.